# 연송

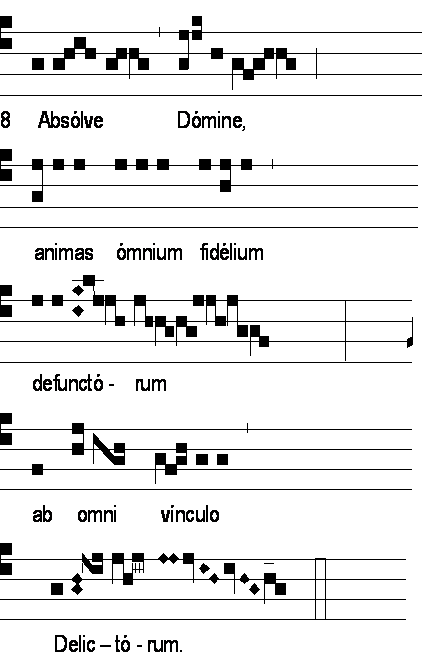
연송 "Absolve, Domine", 죽은 이를 위한 미사에 쓰는 악보.

연송(延頌,連誦, Tractus)은 주로 가톨릭 교회의 로마 전례의 미사 전례에서 독서 사이에 쓰는 전례 노래이다. 암브로시오 전례에서는 cantus라고 불린다.
연송은 미사의 고유문에 속한다. 그러므로 그 본문은 거행하는 전례의 성격에 따라 바뀐다.

## 역사
연송은 찬가와 함께 미사에서 가장 오래된 부분을 이룬다. 연송은 신자들의 응답(화답)없이 또는 직접 방식(in directum)으로 이어서 부르는 방식으로 시편창을 한다. 연송은 독서와 결부된 본질적인 부분(lectio cum cantico)이다. 사실 연송을 뜻하는 라틴어 tractus는 라틴어 tractim(뜻: 질질 끌면서, 이어서)에 유래하는 데, 그 결과 연송은 중단하지 않고 부르며, 독서에 이어서 배치되어 있다. (여기에서 한자 이름 延頌,連誦을 붙였다고 여겨진다.)
초기 교회에서는 복음 전에 독서는 4개 독서, 곧 율법서, 예언서, 서간, 사도행전이었다. 그 후 4세기에 복음 전 독서는 2개 독서, 구약에서 1개, 신약에서 1개 독서가 되었다. 그 다음에 7세기에는 복음 전 독서는 1개 독서로 축소되었다. 1970년의 미사 독서집은 주일과 대축일에 복음 전 독서를 2개 독서로 한다.
세월이 흐르면서 연송은 서서히 제1독서 다음의 화답송으로 대체되게 되었고, 그다음에는 결정적으로 제2독서 다음의 알렐루야로 대체되었다.

## 일반 양식의 로마 전례에서 연송
일반 양식의 로마 전례에서 연송은, 제2독서 다음에 복음 환호송이나 다른 복음 전 노래를 대신하여 노래하지 않는다면, 오직 알렐루야를 그 축제적 성격 때문에 사용하지 않게 되는 사순 시기의 참회 기간에만 사용하게 된다.

## 특별 양식의 로마 전례에서 연송
특별 양식의 로마 전례라고 불리는 트리덴티노 미사에서 연송은 사순 시기, 칠순 시기, 위령 미사에서 알렐루야 대신에 사용한다.

## 본문과 음악
본문의 관점에서 보았을 때, 연송은 대체로 같은 시편에서 뽑은 시편 구절로 그 가사를 구성하였다. 가사는 앞 뒤의 후렴의 배치 및 중간에 응답(화답)을 위한 중단을 고려하고 있지 않다.
선율의 관점에서 보았을 때, 연송은 그레고리오 성가 가운데에서도 성가대나 선창자에게 유보된 멜리스마 창법의 노래이다. 연송의 작곡에는 그레고리오 8선법 가운데 2가지 선율(제2선법과 제8선법)만을 사용하고 있다. 성주간을 위한 연송에는 제2선법(protus plagle)을 쓰고, 그밖의 시기를 위한 연송에는 제8선법(tetrardus plagale)을 쓴다. 선율을 이렇게 제한하여 사용하는 것에서 연송의 작곡이 매우 오래전에 이루어졌음을 알 수 있다.. 

연송 가운데 가장 긴 것은 사순 제1주일의 'Qui habitat'이다. 이는 가장 오래된 연송 가운데 하나이다.

## 참고 문헌
- G. Martimort, La Chiesa in preghiera. Introduzione alla liturgia, Brescia, 1984.
- Hoppin, Richard. Medieval Music. New York: Norton, 1978, pp. 129-130.
- M. Gitton, Iniziazione alla liturgia romana, ed Qiqajon, Bose, 2008. ISBN 978-88-8227-260-9.
- 연송과 복음 환호송, 《전례사목사전》, 수원가톨릭대학교 출판부, 2010년, 355면.
- 연송, 《전례사전》, 가톨릭출판사, 2005년, 320면.